# Bryum rectifolium
Bryum rectifolium är en bladmossart som beskrevs av Edwin Bunting Bartram 1948. Bryum rectifolium ingår i släktet bryummossor, och familjen Bryaceae. Inga underarter finns listade i Catalogue of Life.